# Niðavellir
De acuerdo con el Völuspá, los Nidavellir (en nórdico antiguo Niðavellir, “campos oscuros”) son un lugar habitado por los enanos en la mitología escandinava. Su trato como mundo único en la cosmología nórdica es dudosa, ya que en algunos manuscritos de la Edda prosaica (de Snorri Sturluson) se relacionan con el Svartálfaheim, reino de los elfos oscuros y, según todo lo anterior, de los enanos.

## Völuspá
Se menciona en el Völuspá:
Stóð fyr norðan, / á Niðavöllom / salr úr gulli / Sindra ættar
(Se situó al norte, / en Niðavöllur / salón de oro / familia Sindri)
Una interpretación del versículo anterior se leería así:
Antes de llegar al norte (siendo Niflheim el mundo más al norte), se alza una morada oscura (el mundo enano), en salones de oro, vive el linaje de Sindri.
Sindri era un enano famoso. Y ættar significa linaje, o en este caso más probablemente pariente o tribu.
Niðavellir a menudo se ha interpretado como una de las leyendas de los Nueve Mundos de los nórdicos. El problema es que se mencionan tanto a Nidavellir como a Svartalfheim, y no está claro si el sexto mundo es un mundo de enanos o uno de elfos negros.
El mundo de los enanos se menciona en la Prose Edda de Snorri Sturluson como Svartálfaheimr.

## Cultura popular

### Películas
- En la saga multimillonaria del Universo Cinematográfico de Marvel, su versión del reino de Nidavelir consiste en una estación espacial extraterrestre donde los enanos forjan armas mediante una estrella.

### Videojuegos
- En God of War: Ragnarök, Niðavellir es nada más que una ciudad del reino de Svartálfaheim, reino que actualmente es colonia asgardiana gracias a la intervención de Mímir cuando era consejero de Odín.
- El reino también es mencionado en Assassin's Creed: Valhalla.
- En Fire Emblem Heroes, Niðavellir aparece como el reino antagónico del Libro V.